# Anton Friedrich Ludwig Pelt
Anton Friedrich Ludwig Pelt (* 28. Juni 1799 in Regensburg; † 22. Januar 1861 in Kemnitz) war ein deutscher evangelischer Theologe.

## Leben
Als Sohn eines königlich-dänischen Legationssekretärs wurde Anton Friedrich Ludwig Pelt am 28. Juni 1799 in Regensburg geboren. Er wurde in Schulen in seiner Heimatstadt sowie in Bückeburg und Altona vorgebildet und bezog schließlich zunächst die Universität Jena zum Theologie- und Philosophiestudium, dann wechselte er zur Universität Kiel. Während seines Studiums wurde er Mitglied der Urburschenschaft in Jena und der Kieler Burschenschaft. Das theologische Amtsexamen bestand er 1822 in Glückstadt. Anschließend ließ er sich zuerst als Kandidat in Altona nieder, zog 1826 nach Berlin und bestand an der dortigen Universität die Prüfung zum Lizentiaten. Anschließend war er dort als theologischer Privatdozent tätig. 1828 zog er auf Anweisung der Regierung zur Universität Greifswald und wurde dort außerordentlicher Professor. Zum Doktor der Theologie promovierte er dann 1830 und übernahm fünf Jahre später eine Professur an der Universität Kiel. Im Jahre 1838 gründete Pelt mit Professorenkollegen die Zeitschrift Theologische Mitarbeiten, die drei Jahre lang erschien. Das Ritterkreuz des Dannebrog-Ordens wurde ihm Anfang 1848 verliehen. Als das dänische Regiment allerdings am 4. Juni 1852 wiederhergestellt wurde, wurden zehn Kieler Professoren, unter ihnen Pelt, ihres politischen Verhaltens wegen ihres Dienstes suspendiert. Bereits am 3. August des gleichen Jahres jedoch übernahm Pelt eine Pfarrstelle in Kemnitz und im Jahr 1857 wurde er dort zum Superintendenten befördert. Am 22. Januar 1861 verstarb er dort im Alter von 61 Jahren.

## Werke
- Homiliarium patristicum (1829)
- Epistolas ad Thess. perpetuo illustr. commentar. et copiosiore expositionum e patribus eccl. collectar. instruxit delectu (1829)
- Horn des Heils (1834)
- Der Kampf aus dem Glauben und die religiösen Parteien unserer Zeit (1837)
- Protestantismus, Supranaturalismus, Rationalismus und speculative Theologie (1840)
- Theologische Encyclopädie als System im Zusammenhang mit der Geschichte der theologischen Wissenschaften und ihren einzelnen Zweigen (1841)
- Die schleswig’schen Prediger im Verhältniß zu der in Schleswigholstein eingesetzten Verwaltungsbehörde. Ein theologisches Gutachten (1850)